# Richard Amerike
Richard Amerike (Ameryk lub ap Meryk) (ur. 1445 – zm. 1503) był bogatym angielskim kupcem z Walii. Ufundował on wyprawę Johna Cabota, podczas której odkrył Amerykę Północną w 1497.
Istnieje teoria, że od jego nazwiska pochodzi nazwa Ameryka.